# Filomeno do Nascimento Vieira Dias
Filomeno do Nascimento Vieira Dias (Luanda, 18 de abril de 1958) es un prelado católico angoleño, actual arzobispo de Luanda (Angola). 

## Biografía
Tras estudiar en el Seminario Menor de los Capuchinos de Luanda, y en el Seminario Mayor Cristo Rey de Huambo fue ordenado sacerdote el 30 de octubre de 1983. Se licenció en filosofía en la Pontificia Universidad Gregoriana y se doctoró en teología en la Pontificia Universidad Lateranense.
En 2004 fue nombrado obispo auxiliar de Luanda, y consagrado obispo titular de la Flumenpiscense en la Catedral de San Salvador (Luanda) por el cardenal arzobispo emérito de Luanda Don Alexandre do Nascimento, teniendo como co-consagrantes a Don Giovanni Angelo Becciu, nuncio apostólico en Angola y Don Damião António Franklin, arzobispo de Luanda. El 11 de febrero de 2005, fue nombrado obispo de Cabinda.
Tras la renuncia de Don Damião António Franklin, fue nombrado por el papa Francisco como arzobispo de Luanda el 8 de diciembre de 2014, haciendo su entrada solemne el 24 de enero de 2015 en la Catedral de Luanda. Miembro de una de las familias tradicionales del Movimiento Popular de Liberación de Angola (MPLA), se le considera vinculado al presidente angoleño. En noviembre de 2015 fue nombrado presidente de la Conferencia Episcopal de Angola y Santo Tomé (CEAST).
El 27 de abril de 2019 fue confirmado como miembro del Pontificio Consejo de la Cultura ad aliud quinquennium.
El 18 de febrero de 2023 fue nombrado miembro del Dicasterio para la Cultura y la Educación.